# The Finger Pointers
«The Finger Pointers» es una canción del grupo vocal estadounidense The Choice Four. Fue publicada en julio de 1974 como el sencillo principal de su álbum del mismo nombre.

## Recepción de la crítica
Un escritor no especificado de la revista Cash Box declaró: “La melodía de primer nivel es interpretada poderosamente por este grupo vocal compacto que es más que capaz de trabajar de manera creíble en este buen arreglo. Abundan los ganchos increíbles, especialmente cuando la mezcla se cocina en las pistas vocales, rítmicas y de cuerdas mezcladas”.

## Lista de canciones
Todos las canciones escritas y compuestas por Van McCoy y Joe Cobb.
1. «The Finger Pointers, Part I» – 3:06
2. «The Finger Pointers, Part II» – 3:15

## Posicionamiento
| Gráfica (1974)                              | Pico de posición |
| ------------------------------------------- | ---------------- |
| Estados Unidos (Billboard Hot Soul Singles) | 85               |